# Даровская, Марцелина
Блаженная Марцелина Даровская (пол. Marcelina Darowska; 16 января 1827, с. Шуляки — 5 января 1911, Язловец) — польская шляхетка, графиня, религиозная деятельница, просветительница, блаженная Католической церкви.

## Биография

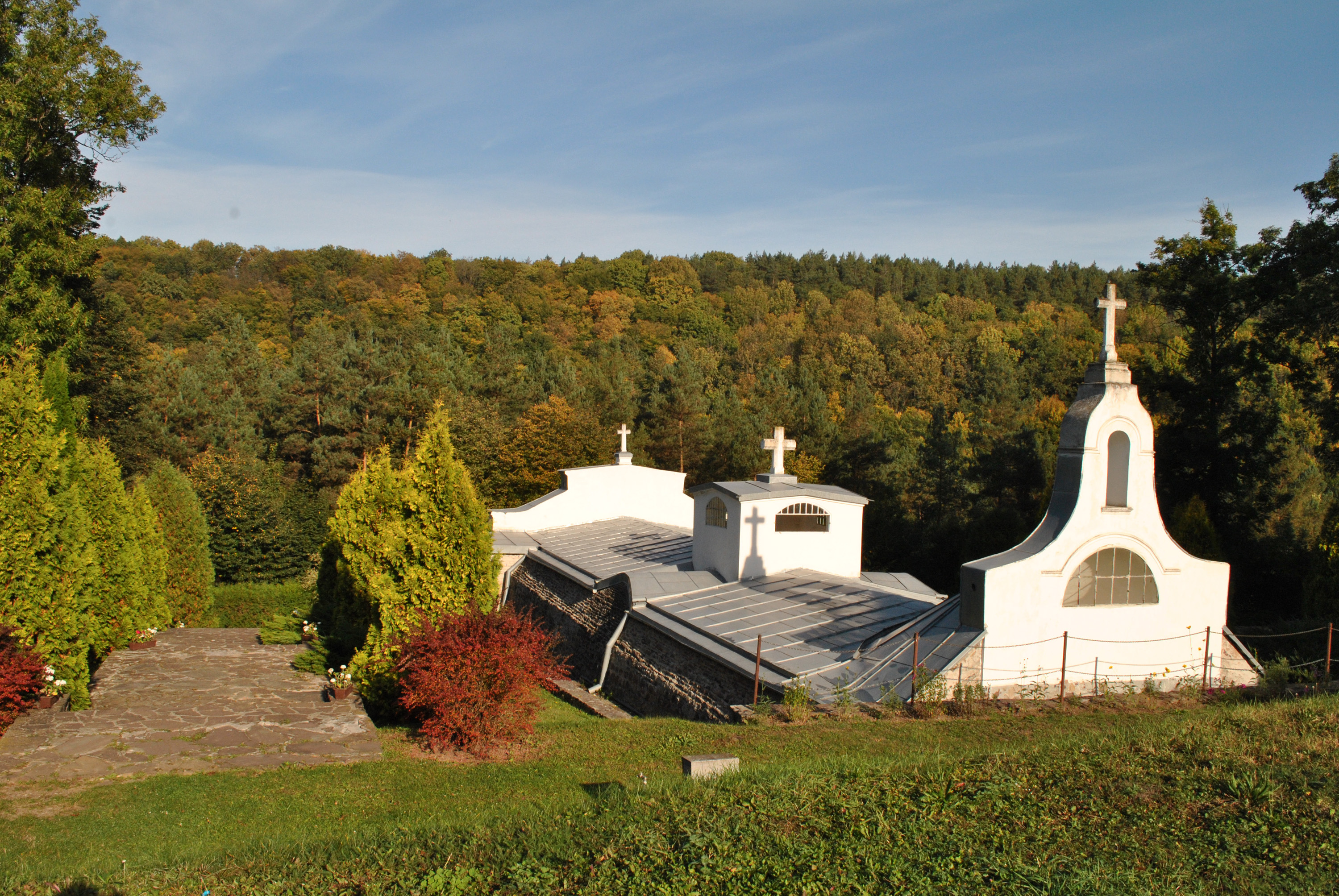
Монастырский некрополь

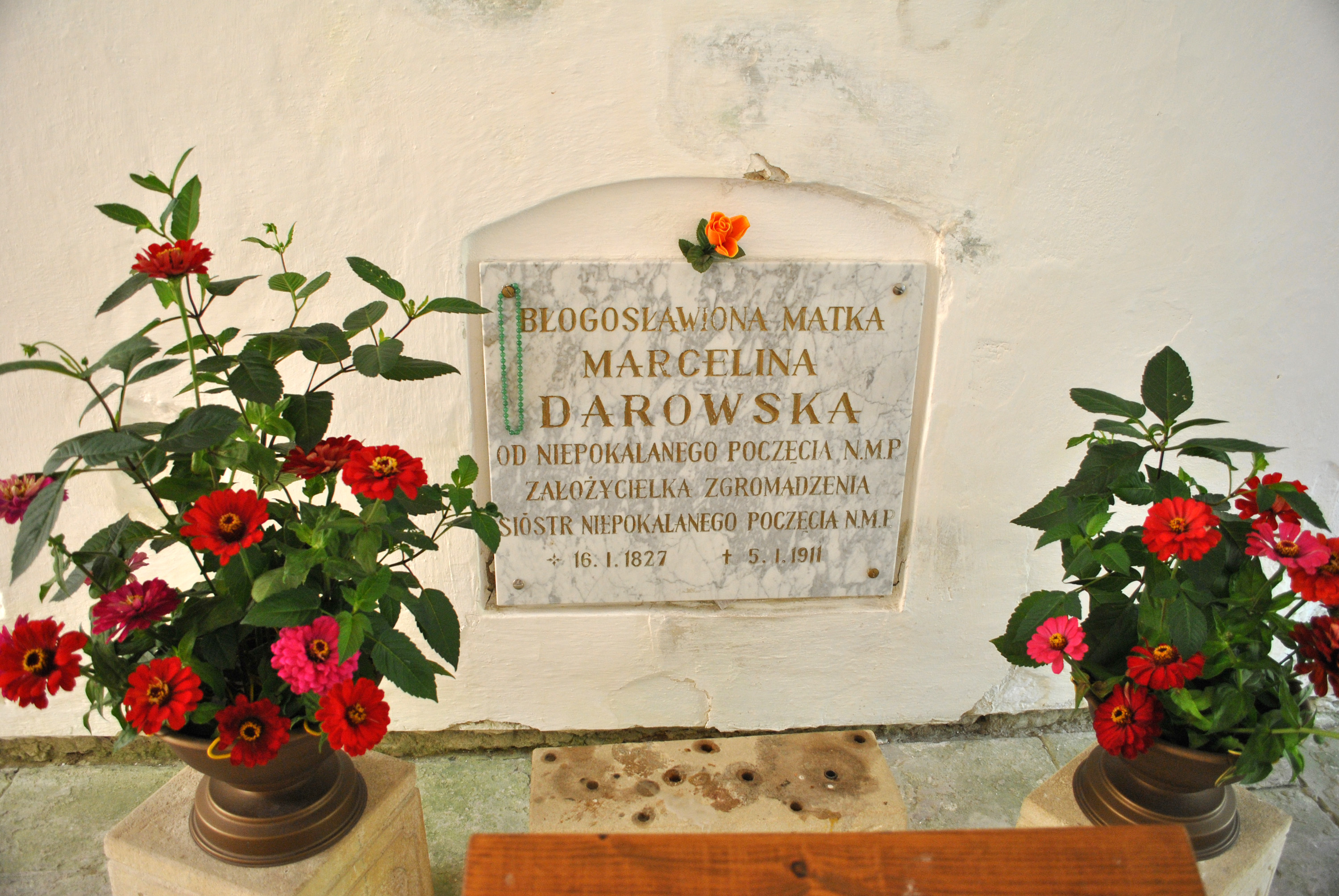

Мария-Марцелина Даровская родилась 16 января 1827 года в с. Шуляки (ныне Черкасская область, Украина) 5-а ребёнок помещичьей семьи Котовичів. Отец — маршалок шляхты Ян Котович, мать — жена отца Максимілія Ястшембская.
Училась в Одессе. С детства мечтала стать монахиней. В 22 года вышла замуж за Кароля Веригу Даровского, осела в Жерде над Збручем (Каменецкий уезд), родила сына (он вскоре умер), через три года овдовела. Оставила малышку доченьку Анну Каролину родственникам, для спасение здоровья выехала за границу У иконы Чёрной Мадонны в Ченстохове оставила свои брачные перстни, дала обет жить «в Боге и для Бога» (пишет Credo).
Вместе с Юзефой Карской в 1857 г. основала в Риме конгрегацию Сестёр Непорочного Зачатия Пресвятой Девы Марии, чтобы работать над возрождением семьи, должным образом воспитывая молодых женщин. Вернувшись в Россию в 1863 году, стала основательницей первой настоятельницей монастыря сестер-непорочниц в городе Язловце близ Бучача на Тернопольщине (первой христианской школы-интерната для девочек из благородных католических семей).
Семеро монахинь во главе с матерью Марцелиной создали заведение, который стал образцом для таких школ по всей тогдашней Польше, Западной Украине, Белоруссии. Новаторство Марцелины Даровской — внедрение индивидуального подхода в обучение молодежи. С благословения Папы Пия IX сестрам Непорочного Зачатия было даровано (1863 году помещиком Язловца бароном Блажовским) под монастырь дворец польской королевской семьи Понятовских.
Мать Марцелина закладывала школы начального типа для сельских детей на Подолье (учили детей всех вероисповеданий). До Второй мировой войны школы сестер-непорочниц действовали в Восточной Европе.

в 1881 году совет общины сестер-непорочниц приняла проект основательницы Марцелины Даровской, по которому монастырь паулинов в Нижнем становился учебным заведением для детей из семей, которые пострадали за участие в польском восстании 1863 года. 24 мая 1881 года у помещика графа Теодора Лянцкоронского была выкуплена земля монастыря, 1883 открыта школа, часовня.
Умерла 5 января 1911 года и похоронена в гробнице монахинь в Язловце.
Монастырь и школу в 1946 году закрыла советская власть, через 50 лет сестрам удалось вернуть часовню, часть комнат в бывшем дворце Понятовских, освятить восстановлены катакомбы, где покоятся умершие сестры.
6 октября 1996 года в Риме Папа Иоанн Павел II провозгласил Марцелины Даровскую блаженной, 1 сентября 1999 г. львовский митрополит Марьян Яворский провозгласил часовню сестер в Язловце Санктуарієм блаженной Марцелины Даровской Чертковского деканата РКЦ.
Изображается в характерном для сестер-непорочниц полностью белом одеянии, часто в окружении детей.
Дочь Анна Каролина 21 ноября 1868 в Язловце заключила брак с графом Станиславом Александром Дидушицким, уроженец Гвоздце.